# نيد خريم (كشر)

تعديل مصدري - تعديل

نيد خريم هي إحدى قرى عزلة خميس اليزيدي بمديرية كشر التابعة لمحافظة حجة، بلغ تعداد سكانها 1379 نسمة حسب تعداد اليمن لعام 2004.